# E551 (trasa europejska)
E551 – trasa europejska łącznikowa (kategorii B), biegnąca przez południowe Czechy. 
E551 zaczyna się w Czeskich Budziejowicach, gdzie odbija od trasy europejskiej E55, jednak na początkowym odcinku (do miasta Třeboň) biegnie razem z trasą E49. E551 biegnie szlakiem drogi krajowej nr 34 przez miasta Třeboň i Pelhřimov do miasta Humpolec, gdzie łączy się z trasami E50 i E65 (autostradą D1). 
Ogólna długość trasy E551 wynosi około 110 km. 